# Epicalymma vervoorti
Epicalymma vervoorti är en kräftdjursart som beskrevs av Heron, English och Damkaer 1984. Epicalymma vervoorti ingår i släktet Epicalymma och familjen Oncaeidae. Inga underarter finns listade i Catalogue of Life.